# Allison Barron
Allison Barron (Nueva York, 3 de octubre de 1963) es una actriz estadounidense. Es reconocida mayormente por haber participado en películas de terror como A Nightmare on Elm Street 2: Freddy's Revenge (1985) interpretando a una muchacha en el autobús, y un papel protagónico en La Noche de los Demonios (1988), como Helen.

## Carrera
Allison Barron nació en la ciudad de Nueva York, estado de Nueva York, el 31 de julio de 1972. Estudió secundaria y después preparatoria, pero a los 13 años apareció en Gidget's Summer Reunion en 1985 y, ese mismo año, en A Nightmare on Elm Street 2: Freddy's Revenge interpretando a una chica en autobús en una de las primeras escenas. 
También apareció en programas como Our House (1986), Highway to Heaven (1987) y CBS Schoolbreak Special (1987). En 1988 tuvo un papel principal en La Noche de los Demonios como Helen, una chica que acaba convirtiéndose en demonio. También apareció en la serie Who's the Boss?, interpretando a Karen desde 1989 hasta la finalización de la serie en 1992.

## Filmografía
- Gidget's Summer Reunion (1985), como Karen.
- A Nightmare on Elm Street 2: Freddy's Revenge (1985), como chica en autobús.
- Our House (1986), serie de televisión.
- Highway to Heaven (serie de televisión, 1987), como Darlene.
- CBS Schoolbreak Special (1987).
- La Noche de los Demonios (1988), como Helen.
- Raising Miranda (1988).
- Who's the Boss? (1989), como Karen.
- Out of This World (serie de televisión, 1989), como Sissy Brown.
- Beverly Hills Bodysnatchers (1989), como Julie.
- Forever Knight (1989).
- Blood Nasty (1989), como Sis Flores.
- Quantum Leap (1989), como Jackie Arnett).
- Fear 1990, como víctima de Carolina del Sur.
- Book of Love.
- The Haunted (1991), como Katie.
- Harry and the Hendersons (1991), como Michelle.
- Baywatch (1991), como Jenna.
- Sisters (1991), como Gigi Poncell.
- INXS: Make My Video (1992), como Joey.
- Juego de patriotas (1992).
- The Other Woman (1992), como Jessica.
- Melrose Place (serie de televisión de 1992), como Debra.
- Married... with Children (serie de televisión, 1989 - 1993), como Tania y Lauren.
- The Man with Three Wives (1993), como Libby.
- A Nightmare on Elm Street (2010), como Allison.